# De kom till Cordura
De kom till Cordura (engelska: They Came to Cordura) är en amerikansk westernfilm från 1959 i regi av Robert Rossen. Filmen är baserad på en roman av Glendon Swarthout från 1958. I huvudrollerna ses Gary Cooper och Rita Hayworth. I övriga roller märks Van Heflin, Tab Hunter, Richard Conte, Michael Callan och Dick York. 

## Rollista i urval
- Gary Cooper - Major Thomas Thorn
- Rita Hayworth - Adelaide Geary
- Van Heflin	- Sgt. John Chawk
- Tab Hunter	- Lt. William Fowler
- Richard Conte - Cpl. Milo Trubee
- Michael Callan - Pvt. Andrew Hetherington
- Dick York - Pvt. Renziehausen
- Robert Keith - Col. Rogers
- Carlos Romero - Arreaga
- Jim Bannon - Capt. Paltz
- Edward Platt - Col. DeRose